# 結婚飛行

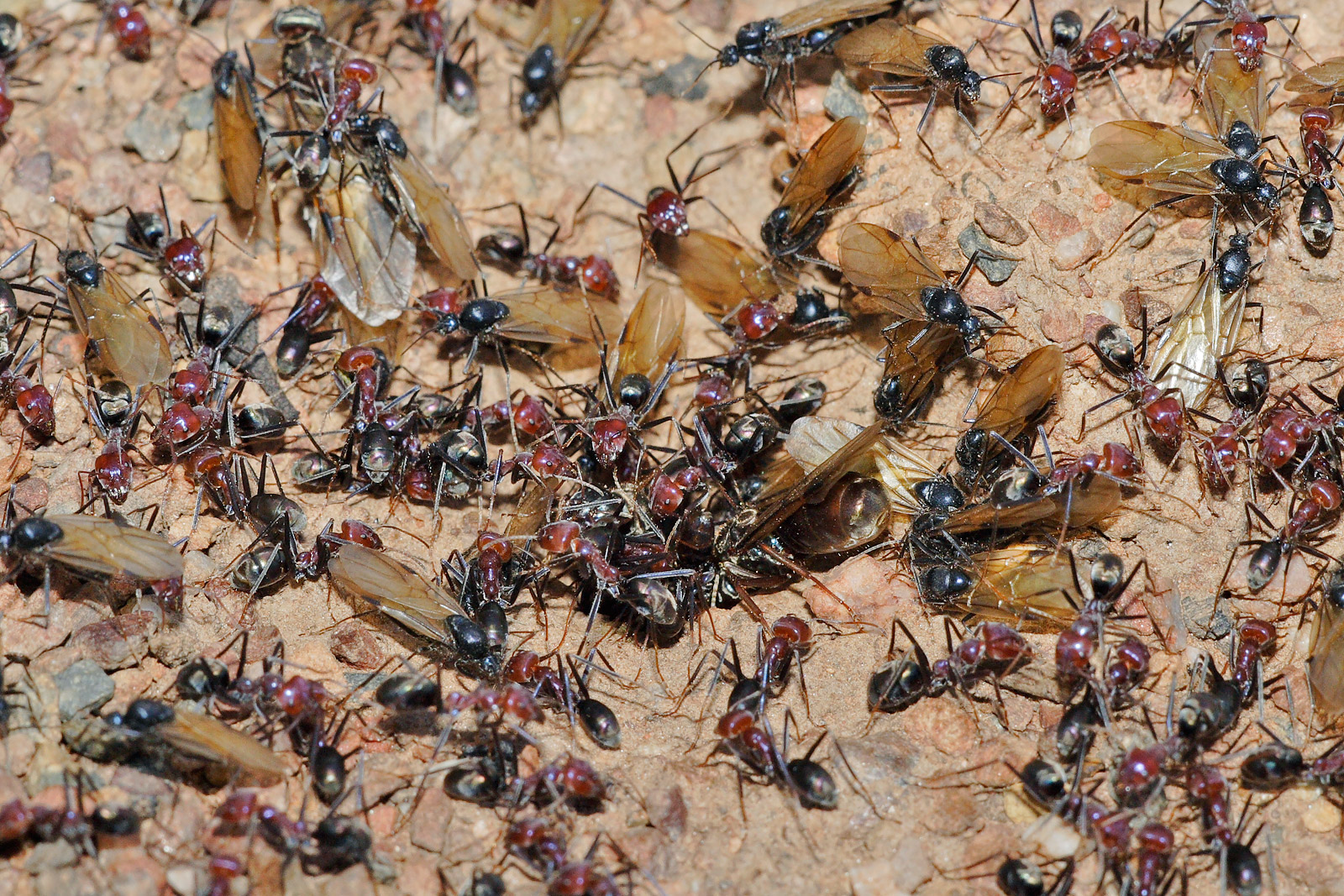
オーストラリアニクアリのネストスウォーミング

結婚飛行（けっこんひこう）とは、おおくのアリ類、シロアリ類、ハチ類の種において、重要な繁殖の段階である。飛行中、未交尾の女王はオスと交尾し、着陸後に新たなコロニーを作ったり、ミツバチの場合にはすでにあるコロニーの継承をおこなったりする。

## 飛行前

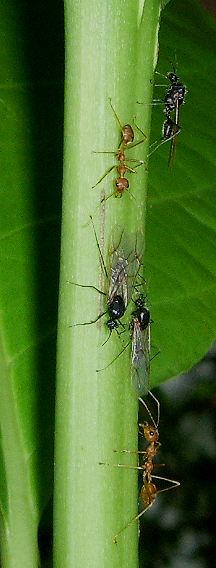
結婚飛行にむけて準備をおこなうツムギアリの仲間のオス

成熟したアリのコロニーでは、羽の生えた未交尾の女王とオスが季節的に生産される。無精卵はオスになる。有精卵は通常、羽をもたない不妊の働きアリになるが、幼虫の時期に特別な餌を与えられたものは女王となる。
若い女王とオスは、結婚飛行に適したコンディションになるまでは彼らの親コロニーに滞在する。雨は飛翔性昆虫に破滅的な影響を及ぼすため、結婚飛行は天候の良い日に行われる。
多くの場合、同種間の異なるコロニーにおいては、環境要因により結婚飛行の時期を同期し、異なる巣のオスと女王とが交尾できるようにすることによって、近親交配を避けている。この飛行時期の同期は、多数のコロニーの個体が同時に結婚飛行を行なうことで、捕食者回避にも役立っている。

## 飛行中
一般的に、まず未交尾の女王とオスは異系交配を確保するために分散する。つぎに女王はフェロモンを発してオスを誘引する。しかしながら、女王はしばしばオスから逃れるようにし、最も速く最も適したオスのみと交尾を行なう。交尾は飛翔中に行なわれる。
一匹の女王は通常、複数のオスと交尾する。精子は、女王の腹部にある受精嚢と呼ばれる特殊な臓器に保存され、女王の生存期間中温存される。その期間は長くて20年に及ぶこともあり、その間に何千万もの卵の受精に用いることができる。

## 飛行後

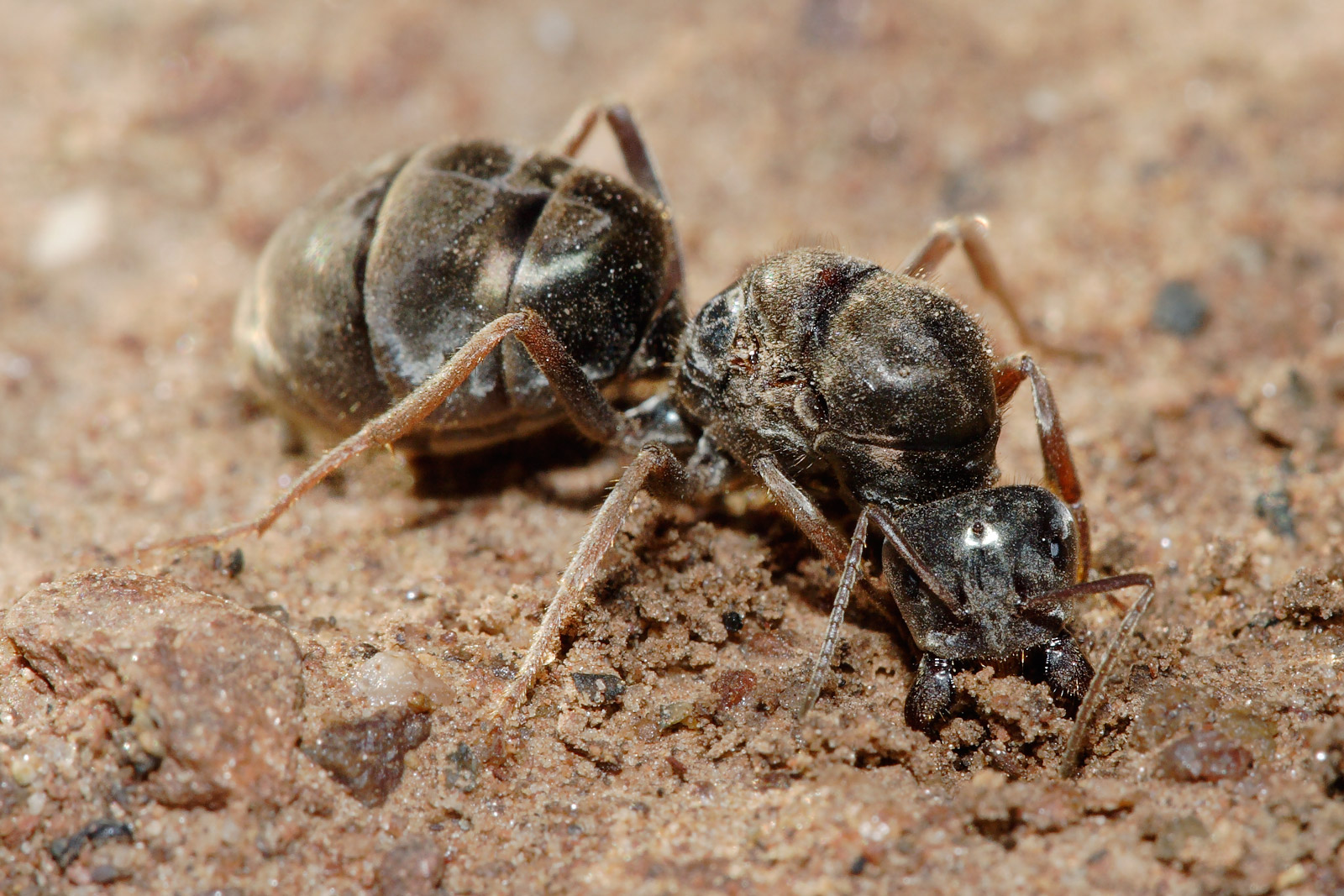
新たなコロニーを掘りはじめる若い女王

オスは女王に受精をするという単一の目的のために進化したと言える。オスのミツバチは「素速く暴力的な交尾」の間、オスは文字通り、その内性器を女王の交接嚢の中に爆発させ、すぐに死ぬ。
若い交尾した女王は着地し、アリの場合は羽を落とす。そして、彼女らは新しいコロニーを見つけようとする。この詳細は種によって異なるが、コロニーの第一チャンバーの掘削とその後の産卵が典型的である。ちなみに多雌性アリの場合は羽を落とした新女王同士が集まり協力して営巣を開始する。女王アリはこの時点から卵を産み続け、孵化した幼虫はもっぱらワーカー、働きアリになる。女王は通常第一子を単独で保育する。最初のワーカーが出現した後、コロニーにおける女王アリの役割は、通常、排他的な(一般的に連続的な)産卵になる。 
若い女王はコロニー形成の失敗率が非常に高い。生きている間、非常に大きなアリのコロニーは何百万もの処女女王を送り出すことができる。ある地域のアリのコロニーの総数が一定であると仮定すると、平均してこれらの女王のうち1つだけが成功する。残りは、捕食者(最も顕著な他のアリ)、環境上の危険、あるいはさまざまな段階での最初の子育ての失敗によって破壊される。このような厳密な選択によって、女王は自分の遺伝子を次の世代に伝えるために、非常に適していると同時に非常に幸運でなければならない。

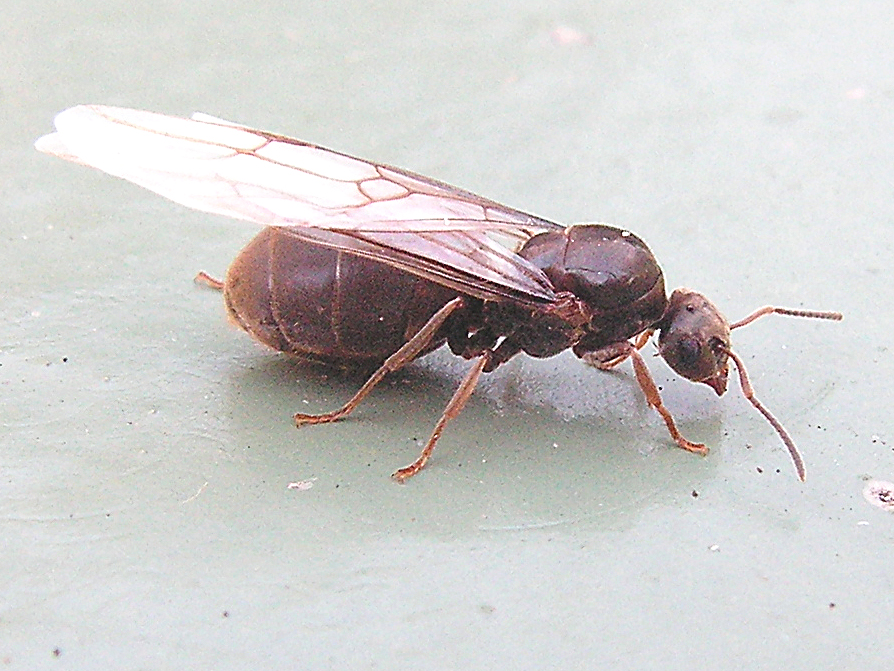
羽のはえた女王。
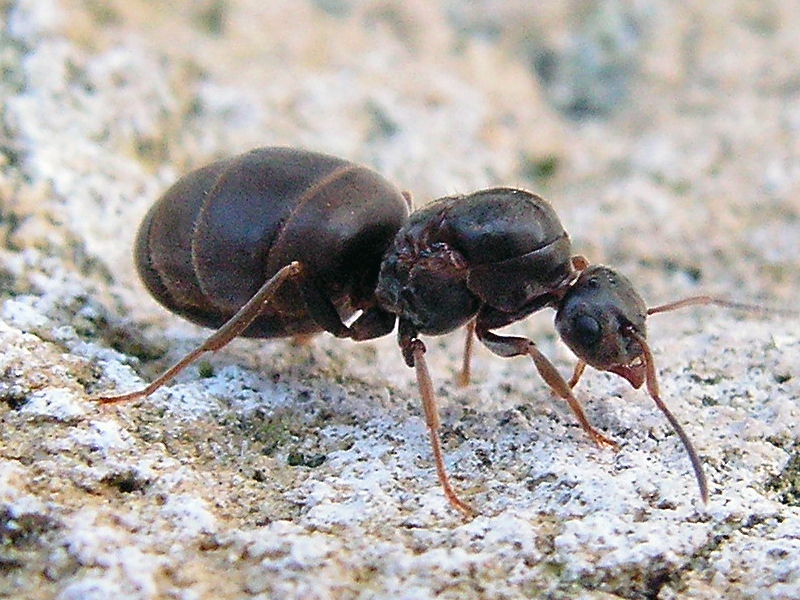
羽を落とした女王。

## バリエーション
すべてのアリが上述の基本的パターンを取るわけではなく、例えば、グンタイアリの場合オスのみが羽を持つ。 オスは、親コロニーを飛び立ち、未交尾の女王の待つ他のコロニーを探して飛び立つ。古い女王および1匹以上の若い女王がつがいになったコロニーが分裂し、それぞれの成功した女王がワーカーの分け前を得る。この行動の理由は、兵隊アリには物理的な巣がないという事実にある。女王たちは彼らを保護するために働きアリたちに絶対的に依存する。
ヒアリのような複数の女王アリを有するコロニーをもつ種にも、別の変異が見られる。雄と交尾した女王アリは、しばしば親コロニーに戻ってそこに留まる。（例外的に女王が複数集まって新しい巣を作る場合がある）このプロセスは、女王アリの成功率を大幅に高め、非常に大きなコロニーまたは協力コロニーのネットワークの形成を可能にする。コロニーはまた、もはや1人の女王の継続的な健康に依存していないので、本質的に不死になる。これにより、ヒアリのコロニーは周囲に定着し、生態系の中で支配的な位置を占めるようになる。しかし、その代償は近親交配であり、その結果適応性が失われる。その結果、環境が変化したり、新しい捕食者や寄生者が侵入したりすると、個体群は突然崩壊する。

## フライング・アント・デイ
「フライング・アント・デイ」とは、女王アリが巣から羽化して初飛行をする日の俗称である。ほとんどの種では、雄アリもそれに沿って飛ぶが、小型で目立たない。女王アリは、非常に長い距離を飛ぶものもあれば、数メートルしか飛ばないものもあるが、交尾して地上に降り、そこで羽を失い、新たなアリのコロニー を作ろうとする。飛翔する昆虫の群れは、しばしば鳥のような捕食者の注目を集め、餌となるのを目にすることが多い。
この現象は、局地的な気象条件が適切なときに、多くのコロニーで同時に起こる。これは、捕食の効果を減少させ、異なるコロニーの女王と雄が出会い、交配する機会を確保するために見えるが、単純に気温、湿度、風速、季節に対する一般的な反応である。
2009年10月、南アフリカで開催されたICCチャンピオンズトロフィー期間中、クリケットの試合でアリの群れがイニングとイニングの間のプレーを一時中断した。 試合はオーストラリア対イングランドの準決勝と、それに続くオーストラリア対ニュージーランドの決勝だった。